# Kassava
Kassava (Manihot esculenta) også kaldet yuca, yucca eller maniok (af spansk cazabe, af taino casaví 'mel fra maniok'), stivelse udvundet af maniokplanten. Planten stammer oprindeligt fra Brasilien og Sydamerika, hvor den første gang blev avlet for ca. 10.000 år siden.
Det meste af rodknoldenes mælkesaft fjernes, de skæres i skiver og tørres, hvorefter de males til mel, der dels bruges til gryn med handelsnavnet tapioka, dels til stivelse, der bl.a. går under navnene kassava og arrowroot og er et surrogat for den ægte arrowroot (en). Kassava anvendes som stivelsesmiddel i madlavning i lighed med sago og kartoffel. 
Verdensproduktionen af kassava var ifølge statistik fra FN på 184 millioner tons i 2002. Majoriteten i Afrika med 99,1 millioner tons. 51,5 millioner tons blev dyrket i Asien og 33,2 millioner tons i Latinamerika og Caribien. Nigeria er verdens største producent af kassava. 